# Конец ***го мира
«Конец ***го мира» (англ. The End of the F***ing World) — британский телевизионный сериал, сочетающий жанры драмы, чёрной комедии и дорожного кино. Все восемь серий первого сезона были показаны 24 октября 2017 года на канале Channel 4, а также были доступны на сервисе All 4. Американская компания Netflix начала международное распространение сериала в конце 2017 года. Премьера второго сезона состоялась 5 ноября 2019 года. Сюжет первого сезона основан на одноимённом комиксе Чарльза Форсмана.

## Сюжет

### Первый сезон
В центре сюжета пара подростков с непростыми характерами — Джеймс и Алисса. Обоим по семнадцать лет. Джеймс — замкнутый из-за увиденного в детстве суицида матери юноша, который считает себя психопатом и давно мечтает перейти от убийств мелких зверьков к убийству человека. Алисса — капризная бунтарка, которая чувствует себя лишней в новой семье матери и стремится отыскать бросившего её много лет назад отца. Они знакомятся в школе и вместе сбегают на машине отца Джеймса. Джеймс прихватывает с собой нож, которым при случае надеется убить Алиссу. Вскоре машина ломается, и парочка забирается в пустующий дом, хозяин которого, профессор и писатель Клайв Кох, оказывается насильником. Когда он набрасывается на Алиссу, Джеймс убивает его ножом. Они продолжают двигаться туда, где живёт отец Алиссы, но теперь по их следу пускается пара женщин-детективов. По дороге подростки угоняют ещё одну машину и устраивают потасовку на заправке, когда её владелица хочет их задержать. Под влиянием Алиссы Джеймс постепенно меняется; в одной из серий, сидя в полицейском участке, он думает, что больше не хочет быть психопатом.
Когда Алисса находит отца в домике на побережье, они оба радуются встрече друг с другом. Однако вскоре оказывается, что её отец наркоторговец и к тому же бросил ещё одну семью, оставив маленького сына. Джеймс понимает, что происшествие на автостоянке попало на видеокамеры и их скоро найдут. Парочка решает уплыть на катере отца Алиссы, однако не успевает. Одна из полицейских приходит в дом к Алиссе, уговаривая Джеймса сдаться, потому что в этот день ему исполняется 18 лет и в случае сопротивления ему будет хуже. Понимая, что задержание рано или поздно случится, Джеймс решает выставить себя похитителем Алиссы, взяв всю вину на себя. Он хватает обрез отца Алиссы и убегает по берегу моря от преследующей его полиции. Последней его мыслью становится: «Сегодня мне 18, и думаю, я теперь понимаю, что люди значат друг для друга». После этого экран затемняется и слышится выстрел.

### Второй сезон
Действия второго сезона происходят два года спустя. Джеймс выжил, хотя долго пролежал в больнице и стал хромать; суд признал его невиновным в убийстве, учитывая обстоятельства дела. По просьбе матери Алиссы Джеймс пишет ей письмо, где говорит, что больше не хочет её видеть. Его отец внезапно умирает от сердечного приступа, и Джеймс начинает жить в своей машине. Когда он получает письмо с пулей, на которой нацарапано его имя, он начинает подозревать, что Алиссе может грозить опасность, и едет разыскивать её. Алисса же с матерью переселяется в глубинку, где работает в кафе у своей тёти. Она знакомится с местным парнем и собирается выйти за него замуж. Между тем параллельно разворачивается история Бонни, одной из девушек, которых приводил к себе домой Кох. Уверенная в том, что Кох любит её, она из ревности насмерть сбивает другую девушку, увиденную в его доме, и затем садится в тюрьму. Выйдя из тюрьмы, она узнаёт, что Кох был убит Джеймсом и Алиссой, посылает им пули с их именами и отправляется на их поиски, чтобы их убить.
Хотя Алисса успевает выйти замуж, в тот же день она уезжает с Джеймсом, а по дороге они подбирают Бонни, которая якобы путешествует автостопом. Бонни ждёт удобного момента, чтобы убить своих врагов. Троица останавливается в мотеле, где Бонни случайно убивает пристающего к ней хозяина и сама получает ранение. Алисса пытается разобраться в своих чувствах и возвращается домой. Хоть её муж прощает Алиссу, она просит расторгнуть брак. Джеймс видит, как Бонни с пистолетом заходит в кафе и понимает, что та хочет убить Алиссу. Когда Бонни направляет пистолет на Джеймса и Алиссу, Алисса признаётся, что до сих пор не может оправиться от пережитого в доме Коха. Не до конца веря в то, что Кох был насильником, Бонни пытается покончить с собой, но Джеймс и Алисса останавливают её. Чтобы преодолеть душевную травму, Алисса снова возвращается в дом Коха, который теперь пуст и выставлен на продажу. Затем Алисса и Джеймс уезжают и развеивают прах отца Джеймса. В конце они признаются друг другу в любви и Алисса говорит, что ей понадобится время, чтобы изменить свою жизнь.

## В ролях
| Актёр            | Роль                                 |
| ---------------- | ------------------------------------ |
| Алекс Лоутер     | Джеймс                               |
| Джессика Барден  | Алисса                               |
| Наоми Экки       | Бонни                                |
| Джемма Уилан     | детектив Юнис Нун                    |
| Вунми Мосаку     | детектив Тери Дарего                 |
| Стив Орам        | отец Джеймса Фил                     |
| Кристин Боттомли | мать Алиссы Гвен                     |
| Невин Чоудри     | отчим Алиссы Тони                    |
| Барри Уорд       | отец Алиссы Лесли                    |
| Джонатан Арис    | писатель и серийный убийца Клайв Кох |
| Мэтт Кинг        | детектив                             |
| Алекс Сойер      | Тофер                                |
| Джефф Белл       | подвёзший Джеймса и Алиссу мужчина   |

## Список эпизодов
| Сезон | Серии | Серии | Даты показа (UK) | Даты показа (UK) |
| ----- | ----- | ----- | ---------------- | ---------------- |
| 1     | 8     | 8     | 24 октября 2017  | 24 октября 2017  |
| 2     | 8     | 8     | 4 ноября 2019    | 4 ноября 2019    |

### 1 сезон (2017)
| № общий | № в сезоне | Название               | Режиссёр                        | Автор сценария | Дата премьеры    |
| --- | ---------- | ---------------------- | ------------------------------- | -------------- | ---------------- |
| 1 | 1          | «Эпизод 1» «Episode 1» | Джонатан Энтвистл               | Чарли Ковелл   | 24 октября 2017. |
| Джеймс — 17-летний парень, который считает, что он психопат, однажды намеренно сжёг руку в фритюрнице, чтобы что-то почувствовать, и убивал животных с тех пор, как ему исполнилось 8 лет. В школе он встречает Алиссу, мятежную новую одноклассницу, и решает, что убьёт её следующей. Он становится ближе к ней, изображая романтический интерес, и они начинают встречаться. Джеймс начинает готовить свой нож и представлять, как убьёт её. Однако она опаздывает, поскольку застряла на вечеринке в её доме, проводимой для гостей её родителей, где её отчим говорит ей, что было бы лучше, если бы она просто ушла. После этого инцидента она добирается до дома Джеймса позже, чем планировалось, и оглашает своё желание покинуть город с ним или без него и спрашивает, с ней ли он, — желая, чтобы он сказал «да». Решив, что он может убить её позже, Джеймс соглашается, крадёт машину своего отца Фила и бьёт его по лицу, — что он всегда хотел сделать. |            |                        |                                 |                |                  |
| 2 | 2          | «Эпизод 2» «Episode 2» | Джонатан Энтвистл               | Чарли Ковелл   | 24 октября 2017  |
| С их новообретённой свободой, Алисса и Джеймс идут играть в лазертаг, потом им приходится сбежать из ресторана после того, как они поняли, что потратили все свои деньги. Разбив машину отца Джеймса, они едут автостопом в фургоне Мартина, мужчины среднего возраста, к которому Алисса относится подчёркнуто недружелюбно. Алисса видит приставание Мартина к Джеймсу и шантажирует Мартина, требуя, чтобы тот отдал ей свой бумажник. После бронирования гостиничного номера Алисса идёт в ванную и плачет, пока Джеймс нерешительно ждёт с ножом у двери. Он не пытается убить её. Алисса звонит домой, а ей отвечает отчим Тони, который отказывает на её просьбу поговорить с матерью, Гвен, подразумевая, что он доминирует над её матерью. Алисса спрашивает Джеймса, хочет ли он её или просто идёт вместе с ней; он отвечает, что хочет её. Она решает отправиться повидать своего биологического отца, Лесли, которого она не видела с тех пор, как ей было 8 лет, и Джеймс соглашается присоединиться к ней. |            |                        |                                 |                |                  |
| 3 | 3          | «Эпизод 3» «Episode 3» | Джонатан Энтвистл               | Чарли Ковелл   | 24 октября 2017  |
| После выхода из отеля Алисса возражает против покупки билетов на поезд до дома её отца, внутренне опасаясь, что он не узнает или не примет её. «Дуэт» ворвался в просторный и пустой дом писателя Клайва Коха. Позже в тот же день у Алиссы и Джеймса не получается секс, и она, рассердившись, уходит. Во время прогулки Алисса встречается с Тофером и приводит его в дом, мстительно объявляя Джеймсу, что будет заниматься сексом с Тофером. Расстроившись, Джеймс осматривает дом и находит фотографии и видеокамеру с кадрами жертв, раскрывая Коха как серийного насильника. Тем временем Алисса теряет интерес к Тофереру и прогоняет его. Соитие не произошло, Тофер в гневе уходит. Пока Алисса спит, Джеймс хочет убить её, но не может, потому что осознаёт, что влюбляется в неё. Кох возвращается домой и обнаруживает, что его дом взломан, и проводит осмотр ущерба; Джеймс прячется под кроватью. Когда Кох спрашивает Алиссу, найдя её в постели, она лжёт и говорит, что она одна. Кох пытается изнасиловать её. Джеймс ударяет его ножом по шее, убивая Коха и спасая Алиссу. |            |                        |                                 |                |                  |
| 4 | 4          | «Эпизод 4» «Episode 4» | Джонатан Энтвистл               | Чарли Ковелл   | 24 октября 2017  |
| После безуспешных попыток переместить тело Коха из спальни Джеймс и Алисса тщательно убирают дом, чтобы удалить доказательства их пребывания. Джеймс показывает Алиссе фотографии и кадры, доказывающие, что Кох мог причинить ей боль. Джеймс прячет нож в люк дренажной системы бассейна. Когда Алисса спрашивает его о ноже, он не отвечает. Мать Коха, Флора, прибывает в дом и обнаруживает его тело; она уничтожает фотографии, но не запись в видеокамере. Полиция, возглавляемая детективом-констеблем Юнис Нун Тери Дарего, находит и допрашивает Тофера. Он раскрывает личность Алиссы и Джеймса и их присутствие в доме. Полицейские начинают расследование преступления «с участием двух подростков», поместив Алиссу и Джеймса в список пропавших без вести. Несмотря на попытки Джеймса, Алисса становится недоверчивой по отношению к нему — и бросает его. Он начинает осознавать возрастающее влияние своих эмоций. Платя группе подростков, чтобы те избили его, он также осознаёт свой растущий интерес к ней. Джеймс решает сообщить об убийстве в полицию, придя к осознанию того, что он на самом деле не психопат. |            |                        |                                 |                |                  |
| 5 | 5          | «Эпизод 5» «Episode 5» | Джонатан Энтвистл & Люси Черняк | Чарли Ковелл   | 24 октября 2017  |
| В полицейском участке Джеймс передумывает сознаваться в убийстве Коха и вместо этого описывает самоубийство своей матери как «убийство», о котором он говорил. В воспоминании его мать, Ванесса, покончила с собой на его глазах одиннадцать лет назад, загнав свою машину в пруд. Думая об Алиссе, Джеймс покидает полицейский участок и возвращается в кафе. Между тем Нун и Дарего допрашивают Фила о Джеймсе, а также информируют его о машине. Он подтверждает, что Алисса — девушка Джеймса. Они также опрашивают Тони, который довольно безразличен и поглощён собою, прежде чем перейти к допросу Гвен об Алиссе. Алисса поймана Эмилем, сотрудником службы безопасности, при попытке украсть нижнее бельё, но в конечном итоге её отпускают. Она возвращается в кафе, чтобы найти там ждущего её Джеймса. Хотя и без денег, они помирились и решили ехать к Лесли. Тем временем следователи находят нож Джеймса в доме Коха. |            |                        |                                 |                |                  |
| 6 | 6          | «Эпизод 6» «Episode 6» | Люси Черняк                     | Чарли Ковелл   | 24 октября 2017  |
| Джеймс угоняет автомобиль, и дуэт начинает свой путь к дому отца Алиссы. Они останавливаются на автозаправочной станции после того, как кончается топливо. Когда Джоселин, менеджер АЗС, начинает подозревать, что они украли машину и не имеют денег, Джеймс изображает, словно вооружён пистолетом, чтобы запереть её в туалете с помощью сотрудника Джоселин, Фродо. Однако, когда он хочет присоединиться к ним, они ждут, пока он отвлечётся, и уезжают без него. Нун и Дарего снова расспрашивают Флору о Клайве, на этот раз с обвинениями против него в многолетних сексуальных нападениях. Она отвергает эти обвинения как ложь и настаивает на том, чтобы они обе ушли. По дороге к Лесли Алисса звонит Гвен и говорит, что никогда не вернётся домой. В полицейском участке Флора отдаёт Нун видеокамеру с записью, переменив свои намерения. Когда Нун допускает вероятность того, что убийство было совершено в порядке самообороны, Дарего говорит, что это только привело бы к переквалификации преступления в непредумышленное убийство, но отнюдь не сняло бы все обвинения. После обнаружения, что Лесли переехал из своего предыдущего дома, Джеймс и Алисса в конечном итоге нашли его на побережье в трейлере.                                                                                                   |            |                        |                                 |                |                  |
| 7 | 7          | «Эпизод 7» «Episode 7» | Люси Черняк                     | Чарли Ковелл   | 24 октября 2017  |
| Джеймс даёт Алиссе и Лесли время пообщаться, пока они примиряются друг с другом. Лесли, как выяснилось, является наркоторговцем и неудачником. Тем временем Тони, Гвен и Фил эмоционально потрясены после того, как им показали запись ограбления автозаправочной станции с камер наблюдения. Как Дарего, так и Нун планируют полицейскую засаду в бывшем доме Лесли, предполагая, что беглецы ещё не побывали там. По дороге в бывшую резиденцию Лесли становится ясно, что законопослушная мораль и упрямство Дарего сталкиваются с открытой и отзывчивой моралью[что?] Нун. Пока Алисса и Лесли воссоединяются в соседнем баре, Джеймс начинает чувствовать себя далеким от Алиссы. Нун и Дарего отправляются в бывший дом Лесли и опрашивают проживающую там Дебби. Она говорит, что не видела парочку и не знает о местонахождении Лесли. Затем женщина идёт в бар, чтобы потребовать у Лесли поддержки их незаконнорождённого сына, Милтона. Когда его об этом расспрашивает Алисса, её отец удирает в своём грузовичке, смертельно ранив при этом собаку. Несмотря на то что он убивал многих животных раньше, сейчас Джеймс не может добить собаку камнем; Алисса делает это вместо него. Дебби сообщает место жительства Лесли Нун, и детектив едет туда без Дарего. Лесли видит репортаж об Алиссе и Джеймсе по телевизору. |            |                        |                                 |                |                  |
| 8 | 8          | «Эпизод 8» «Episode 8» | Люси Черняк                     | Чарли Ковелл   | 24 октября 2017  |
| Джеймс и Алисса хоронят собаку на пляже, затем страстно и искренне целуются. На рассвете, размышляя о своём нынешнем положении, они решают взять катер Лесли и покинуть страну. Когда они просят у Лесли ключи от катера, он говорит, что знает об их преступлении, а затем тайно набирает 999 (номер телефона экстренной помощи) и пытается побудить их к признанию. Джеймс выясняет это и признаётся, принимая на себя вину. Нун, слушая разговор, прибывает на место происшествия и пытается убедить обоих быть добровольно арестованными за убийство, в то время как Лесли пытается убедить Алиссу позволить Джеймсу вместо этого одному быть арестованным. Алисса спрашивает Нун, если она пойдёт с чистосердечным признанием, будут ли Джеймс и она всё ещё вместе? Когда Нун говорит, что это маловероятно, Алисса вырубает её обрезом дробовика Лесли, берёт ключи от катера и бежит к катеру с Джеймсом, только чтобы узнать, что прошёл отлив и катер на воду им не спустить. Когда отряд полиции вооружённого реагирования приближается, Джеймс сбивает Алиссу тем же обрезом дробовика в попытке взять всю вину на себя и бежит через пляж. Последняя мысль Джеймса — о том, что он понял, «что люди значат друг для друга». Слышен выстрел, и экран становится чёрным...                                                 |            |                        |                                 |                |                  |

1. ↑  Первый эпизод имел специальную премьеру на Channel 4 наряду с его выпуском на all 4 с остальной частью программы[1]

### 2 сезон (2019)
| № общий | № в сезоне | Название               | Режиссёр                       | Автор сценария | Дата премьеры |
| --- | ---------- | ---------------------- | ------------------------------ | -------------- | ------------- |
| 9 | 1          | «Эпизод 1» «Episode 1» | Энтвистл Джонатан, Черняк Люси | Чарли Ковелл   | 5 ноября 2019 |
| Всю жизнь Бонни повторяли, что если наказывают — значит любят. Её мать хотела, чтобы девушка поступила в университет, потому что не смогла сделать этого сама. В 17 лет Бонни завалила все экзамены, однако всё равно попала туда: устроилась работать библиотекарем. В учебном заведении она начинает посещать лекции профессора Клайва Коха: он раскрывает, что девушка не является его студенткой, и запрещает появляться на занятиях, однако затем Бонни удаётся его впечатлить и он меняет решение при условии, что девушка будет приходить к нему домой один раз в неделю. Так Бонни влюбляется в Коха. Однажды она приходит к Коху в неурочное время и видит его в доме другую девушку: Кох говорит, что это его студентка решила шантажировать его и надумала разрушить его карьеру. Бонни сбивает её на своей машине и оказывается в тюрьме. Когда она узнаёт, что Кох был убит, Бонни решает наказать причастных. Девушка отправляется в путь. |            |                        |                                |                |               |
| 10 | 2          | «Эпизод 2» «Episode 2» | Энтвистл Джонатан, Черняк Люси | Чарли Ковелл   | 5 ноября 2019 |
| Прошло два года. Закончив общественные работы, Алисса бросает школу из-за переезда: её мать рассталась с Тони, на фоне переживаний по поводу дочери у нее помутился рассудок, поэтому, забрав близнецов, семья уезжает к сводной сестре Гвен. У Алиссы новая жизнь: тётя даёт ей работу официанткой в своём кафе, там она знакомится с парнем Тоддом, которому после некоторого времени отношений она предлагает пожениться. У её матери новые хлопоты — она готовит дочь к свадьбе, которая произойдёт завтра. На новый адрес девушка получает посылку с угрозой — пулю с её именем. Алисса не относится серьёзно к этому предупреждению: её имя написано неправильно. Джеймс выживает: он попадает в больницу и проходит долгий курс реабилитации после ранения, учится ходить. Алиссе и Джеймсу не разрешают видеться. Однажды его навещает мать Алиссы и убеждает Джеймса написать её дочери письмо, в котором он должен бросить девушку, так как он не может ничего дать Алиссе и у их отношений нет будущего. Благодаря доказательствам Джеймс не садится в тюрьму за убийство профессора-насильника, но ему дают условный срок за мелкие правонарушения. Парень начинает проводить больше времени с отцом, но вскоре тот умирает. После похорон он не может вернуться в свой дом и начинает жить в машине в обнимку с урной, в которой находится прах его отца. Джеймсу также приходит пуля, и он отправляется на поиски Алиссы. |            |                        |                                |                |               |
| 11 | 3          | «Эпизод 3» «Episode 3» | Энтвистл Джонатан, Черняк Люси | Чарли Ковелл   | 5 ноября 2019 |
| Джеймс встречается с Алиссой: он переживает из-за полученной пули, а девушка считает, что беспокоиться не о чем. Они оба рады видеть друг друга, но подходящих слов не находится, да и у Алиссы на следующий день свадьба. Она говорит, что его приезд — ошибка. Из-за того что машина Джеймса неисправна, тетя Алиссы предлагает переночевать парню в домике у озера, чтобы дождаться мастера. Утром машина отремонтирована и Джеймс собирается уезжать, но, отъезжая от гостевого дома, натыкается на Алиссу в свадебном платье, которая просит увезти её подальше. В кафе Алисса меняет свое решение и говорит, что хочет вернуться обратно, потому что она замужем. Но машину Джеймса, вместе с прахом его отца, увозит эвакуатор, и ребята отправляются на штрафстоянку за машиной. Денег на оплату штрафа у них нет, так что Алисса и Джеймс решают выкрасть свою машину, незаконно проникнув на стоянку. У ребят получается. По дороге Алисса решает взять автостопера. Попутчиком оказывается Бонни. |            |                        |                                |                |               |
| 12 | 4          | «Эпизод 4» «Episode 4» | Энтвистл Джонатан, Черняк Люси | Чарли Ковелл   | 5 ноября 2019 |
| Бонни следила за ребятами и, садясь к ним в машину, незаметно прокалывает колесо. В лесу она собирается совершить задуманное, но в связи с тем, что поблизости живут люди, она откладывает это на потом. На ночь компании приходится остановиться в мотеле, и Бонни ждёт подходящей возможности. В номере Алисса говорит Джеймсу, что хочет его поцеловать. Тем временем навязчивый владелец отеля сначала угощает Бонни вином (незаметно подмешав в него водки), а затем без спроса приходит к ней в номер, где пытается к ней приставать: Бонни угрожает ему пистолетом, а затем по случайности заряженный пистолет падает и убивает мужчину. Сама Бонни напарывается боком на острые оленьи рога и падает на труп, ослабев от потери крови. |            |                        |                                |                |               |
| 13 | 5          | «Эпизод 5» «Episode 5» | Энтвистл Джонатан, Черняк Люси | Чарли Ковелл   | 5 ноября 2019 |
| Наутро Алисса снова холодно ведёт себя с Джеймсом. Бонни прячет труп хозяина отеля и не говорит о произошедшем. Бонни врёт, что направляется к сестре, поэтому все трое снова отправляются в дорогу. Бонни становится плохо, и она просит завезти её в аптеку, где фармацевт-феминист подозревает что-то неладное, так как видит кровь на её одежде. На парковке Алисса говорит, что ей нужно вернуться обратно и считает, что она зря поцеловала Джеймса, поэтому хочет поскорее уехать и её терпение на исходе, потому что Бонни долго нет. После попутчики идут в кафе, где снова происходит неловкая сцена. Алиса просит упаковать еду с собой. Бонни понимает, что забыла пистолет в туалете аптеки, и возвращается за ним, но аптекарь забрал его и пытается убедить девушку в том, что насилие — это не выход, она угрожает ему ножом, и он сдаётся. Алисса с Джеймсом выясняют отношения, и Джеймс признаётся, что написать письмо его заставила мать девушки; это ничего не меняет, и Алисса убеждает Джеймса в том, что она не решение его проблем. Ребята уезжают на машине, оставив Бонни одну. |            |                        |                                |                |               |
| 14 | 6          | «Эпизод 6» «Episode 6» | Энтвистл Джонатан, Черняк Люси | Чарли Ковелл   | 5 ноября 2019 |
| Алисса возвращается домой, убеждая себя в том, что у них ничего бы не получилось, и Джеймс уезжает. Тётя Алиссы натыкается на Джеймса по дороге и наводит его на мысль развеять прах отца там, где встретились его отец и мать; по пути он видит Бонни за рулём машины, мчащуюся в сторону дома Алиссы, и следует за ней. Тем временем Алисса приходит к мужу с извинениями, но в итоге говорит ему, что хочет развестись. Бонни ищет Алиссу, Джеймс следит за ней и понимает, что что-то не так. Алисса остаётся на работе в кафе одна, Бонни идёт в кафе, а Джеймс обыскивает её машину и понимает, что Бонни связана с убитым ими Клайвом Кохом. |            |                        |                                |                |               |
| 15 | 7          | «Эпизод 7» «Episode 7» | Энтвистл Джонатан, Черняк Люси | Чарли Ковелл   | 5 ноября 2019 |
| Полиция находит тело владельца отеля. Джеймс видит через окно кафе, как Бонни перекладывает пистолет, пока этого не видит Алисса, и пытается позвонить в полицию, но телефон барахлит. Джеймс незаметно пробирается в кафе, а тем временем Бонни угрожает Алиссе пистолетом и говорит, что они убили её бойфренда. Она просит рассказать о том, как был убит Кох, а в это время полицейский заезжает в кафе проверить поступивший вызов. Бонни угрожает, что если девушка не выпроводит копа, то она убьёт их. Джеймс прячется в кафе, а полицейский тем временем рассказывает об убийстве в мотеле. Уходя, полицейский замечает пистолет; Бонни обнаруживает Джеймса. Бонни говорит с ребятами и не хочет верить правде, а затем пытается застрелиться, но Джеймс с Алиссой останавливают её. К кафе приезжает полиция. |            |                        |                                |                |               |
| 16 | 8          | «Эпизод 8» «Episode 8» | Энтвистл Джонатан, Черняк Люси | Чарли Ковелл   | 5 ноября 2019 |
| Пока Джеймс даёт показания, Алисса уходит из участка, попросив тётю присмотреть за ним; Джеймс отправляется искать девушку. Алисса, которую преследуют воспоминания об убийстве Коха, отправляется в его бывший дом; Джеймс следует за ней. Он вспоминает свою маму и боится, что Алисса хочет покончить с собой, но, приехав на место, он находит девушку живой и здоровой. Ребята отправляются на место, где познакомились родители Джеймса, чтобы попрощаться с прахом его отца. Возвращаясь назад, Джеймс и Алисса признаются друг другу в любви. |            |                        |                                |                |               |

## Критика
| Сезон          | Отзывы критиков  | Отзывы критиков  |
| Сезон          | Rotten Tomatoes  | Metacritic       |
| -------------- | ---------------- | ---------------- |
| 1              | 96% (52 отзыва)  | 81% (12 отзывов) |
| 2              | 92% (37 отзывов) | 71% (9 отзывов)  |
| Средняя оценка | 94%              | 77%              |

На сайте Rotten Tomatoes первый сезон получил рейтинг одобрения 96 % на основе 52 рецензий со средней оценкой 8,40/10. Консенсус Rotten Tomatoes гласит «Мизантропия и юмор прекрасно сочетаются в этом романтически нигилистическом шоу, которое доказывает, что влюблённость может ощущаться как „конец ***го мира“». На Metacritic средневзвешенная оценка составляет 81 из 100 на основе 12  отзывов критиков, что указывает на «всеобщее признание».
Второй сезон сериала получил на Rotten Tomatoes рейтинг одобрения 92 % на основе 37 рецензий со средней оценкой 7,80/10. Консенсус Rotten Tomatoes гласит «То, чего не хватает концу второго сезона „конец ***го мира“ в плане остроты, он восполняет развитием персонажей, погружаясь глубоко в самые темные уголки воспоминаний пары ведущих, чтобы создать мрачно-забавную медитацию о любви и травмах». На Metacritic средневзвешенная оценка составляет 71 из 100 на основе 9 рецензий, что указывает на «в основном положительные отзывы».
Рецензент Дэниел Финберг из The Hollywood Reporter назвал сериал «смоляно-чёрной восьмиэпизодовой жемчужиной среди комедий производства Великобритании», одобрив сценарий, персонажей и саундтрек, а также игру Алекса Лоутера и Джессики Барден. Келли Лоулер из USA Today отозвалась о сериале как об «ушлёпочно-весёлом», похвалив сюрреалистическую концепцию и исполнение и также отметив игру Алекса Лоутера и Джессики Барден.
Сериал оказал большое влияние на игру The Last of Us Part II и стал источником вдохновения для диалогов в игре.

## Продолжение
- После успеха первого сезона второй сезон сериала был анонсирован 21 августа 2019 года на официальной странице Channel 4 в Твиттере[12][13][14][13].
- В октябре 2019 года перед премьерой второго сезона сценаристка сериала Чарли Ковелл призналась, что не считает возможным дальнейшее продолжение истории, поскольку она исчерпала себя[15].

## Награды и номинации
- 2018 — номинация на премию «Эмми» за лучшую операторскую работу (Джастин Браун).
- 2018 — номинация на премию BAFTA TV за лучший драматический сериал.
- 2018 — номинация на премию «Готэм» за самый прорывной телесериал.
- 2018 — две премии Королевского телевизионного общества за лучший драматический сериал и за лучшую операторскую работу (Джастин Браун), а также 4 номинации: лучшая режиссура драмы (Джонатан Энтвисл), лучший сценарий драмы (Чарли Ковелл), лучший монтаж драмы (Майк Джонс), лучшая оригинальная музыка (Грэм Коксон).
- 2019 — премия Пибоди.
- 2020 — номинация на премию «Эмми» за лучшую операторскую работу (Бенедикт Спенс).
- 2020 — две премии BAFTA TV за лучший драматический сериал и за лучшую женскую роль второго плана (Наоми Экки).
- 2020 — номинация на премию Королевского телевизионного общества за лучшую режиссуру драмы (Дестини Экарага).